# Emeis Forame to Himona Anixiatika
A referida canção foi interpretada  em grego por Marianna Efstratiou. Efstratiou já tinha anteriormente representado a Grécia em 1989, em Lausana, com a canção "To diko sou asteri".
Em Lausana, foi a décima canção a ser interpretada na noite do festival, a seguir à canção helvética "Mon cœur l'aime", interpretada por Kathy Leander e antes da canção estónia Kaelakee hääl, cantada por Maarja-Liis Ilus & Ivo Linna. A canção grega terminou em décimo-quarto lugar (entre 23 participantes), recebendo um total de 36 pontos. No ano seguinte, em 1997, a Grécia fez-se representar por Marianna Zorba que interpretou o tema "Horepse".

## Autores
- Letrista: Iro Trigoni
- Compositor:  Kostas Bigalis
- Orquestrador: Michalis Rozakis

## Letra
A canção é escrita em ritmo "kalamatiano", ritmo de dança  tradicional grega, com Efstratiou cantando sobre as coisas que ela e o seu amante fazem juntos.

## Outras Versões
- "We always feel the spring around us in the wintertime" (em inglês)